# Град Прњавор
Град Прњавор је град у Републици Српској, БиХ. Сједиште града је насељено мјесто Прњавор. По попису становништва 2013. у Босни и Херцеговини, а према коначним подацима за Републику Српску које је издао Републички завод за статистику, у општини Прњавор је живјело 34.357 лица. Некадашња општина Прњавор добила је статус града 14. априла 2023. године.

## Географија
Град Прњавор налази се у сливу ријеке Укрине. Град се налази на надморској висини од 185 метара. Површина територије града је око 631 km2, а сам град Прњавор се простире на површини од око 5,5 km2. У близини града Прњавора се налази бања Кулаши, позната по свом љековитом, природном врелу минералне воде. На подручју општине се налазе планина Вучијак и језеро Дренова.

## Насељена мјеста
Територију града Прњавор чине насељена мјеста:
Бабановци, Брезик, Велика Илова, Вршани, Гајеви, Гаљиповци, Горња Илова, Горња Мравица, Горњи Вијачани (дио), Горњи Гаљиповци, Горњи Палачковци, Горњи Смртићи, Горњи Штрпци, Грабик Илова, Гусак, Долине, Доња Илова, Доња Мравица, Доњи Вијачани, Доњи Гаљиповци, Доњи Палачковци, Доњи Смртићи, Доњи Штрпци, Дренова, Јадовица, Јасик, Кокори, Коњуховци, Караћ, Кремна, Кулаши, Лишња, Лужани, Маћино Брдо, Мравица, Мрачај, Мујинци, Насеобина Бабановци, Насеобина Лишња, Насеобина Хрваћани, Ново Село, Околица, Орашје, Отпочиваљка, Парамије, Печенег Илова, Поповићи, Поточани, Прњавор, Просјек, Пураћи, Ралутинац, Ратковац, Скакавци, Срповци, Хрваћани, Црквена, Чивчије, Чорле, Шаринци, Шерег Илова, Шибовска и Штивор.
Пријератна општина Прњавор у цјелини је у саставу Републике Српске од њеног настанка.

## Историја
Неколико археолошких локалитета који се налазе на територији града Прњавор сведоче да је ова област била насељена још у праисторији. У близини села Кулаши, на брежуљку Лушчић налазе се остаци насеља из времена крапинског човека, а у селима Горњи и Доњи Штрпци и Поповићи су пронађени артефакти који показују присуство Homo sapiensа.
Први пут се Прњавор помиње 1834. године, када се у шематизму Епархије бањалучке овим именом означава постојећа црквена парохија. Аустроугарска је 1878. године окупирала Босну и Херцеговину. Захваљујући политици Аустроугарске крајем XIX века у град се досељава велики број припадника различитих нација: Италијана, Украјинаца, Чеха, Словака, Немаца, Мађара, Јевреја, Рома и других народа што је до већег привредног развоја града. Крајем XIX и почетком XX века у Прњавору је живело 19 различитих нација, па је овај крај по томе добио назив „Мала Европа”.
Након Првог светског рата Прњавор улази у састав Краљевине Срба, Хрвата и Словенаца, а касније Краљевине Југославије. Када су формиране бановине 1929. године Прњавор је постао део Врбаске бановине. Овај период карактерише привредни и урбани развој, а Прњавор постаје средиште среза и административно, културно и образовно средиште овог краја. Након Другог светског рата улази у састав социјалистичке федеративне републике Југославије, а Прњавор добија функцију општинског административног центра.

## Култура
На подручју града у мјесту Горњи Вијачани се налази Манастир Ступље.

### Културна друштва
- СПКД "Просвјета"
- ГКУД "Пронија"
- Градски хор Дома културе

## Спорт
- Фудбал: Љубић
- Кошарка: Младост '76 и ОКК Прњавор
- Рукомет: РК Слога
- Одбојка: ОК Укрина
- Тенис: ТК Бонито

## Политичко уређење

### Градска администрација
Градоначелник представља и заступа град и врши извршну функцију у Прњавору. Избор начелника се врши у складу са изборним Законом Републике Српске и изборним Законом БиХ. Градску администрацију, поред начелника, чини и скупштина града. Институционални центар града Прњавор је насеље Прњавор, гдје су смјештени сви општински органи.
Градоначелник Прњавора је Дарко Томаш испред СНСД, који је на ту функцију ступио након локалних избора у Босни и Херцеговини 2008. године. Састав скупштине града Прњавор је приказан у табели.

## Становништво
По службеном попису становништва из 1991. године, општина Прњавор је имала 47.055 становника, распоређених у 63 насељена места.
По попису становништва 2013. у Босни и Херцеговини, а према коначним подацима за Републику Српску које је издао Републички завод за статистику, у општини Прњавор је живјело 34.357 лица.
| Националност       | 2013.           | 1991.           | 1981.           | 1971.           |
| Срби               | 29.478 (85,80%) | 33.508 (71,21%) | 34.699 (70,87%) | 35.177 (75,27%) |
| Муслимани          | 2.749 (8,00%)   | 7.143 (15,18%)  | 6.618 (13,51%)  | 6.143 (13,14%)  |
| Хрвати             | 423 (1,23%)     | 1.721 (3,65%)   | 2.060 (4,20%)   | 2.148 (4,59%)   |
| Југословени        | —               | 1.757 (3,73%)   | 2.291 (4,67%)   | 96 (0,20%)      |
| остали и непознато | 1.707 (4,97%)   | 2.926 (6,21%)   | 3.288 (6,71%)   | 3.170 (6,78%)   |
| Укупно             | 34.357          | 47.055          | 48.956          | 46.734          |

Приказ кретања броја становника по насељеним мјестима између два пописа. Резултати по насељима за 2013. годину су коначни подаци за Републику Српску које је издао Републички завод за статистику.
|    | Насеље.             | 1991. г. | 2013. г. |
| -- | ------------------- | -------- | -------- |
| 1  | Бабановци           | 398      | 188      |
| 2  | Брезик              | 304      | 125      |
| 3  | Велика Илова        | 1041     | 699      |
| 4  | Вршани              | 722      | 372      |
| 5  | Гајеви              | 191      | 148      |
| 6  | Гаљиповци           | 400      | 186      |
| 7  | Горња Илова         | 1391     | 754      |
| 8  | Горња Мравица       | 782      | 578      |
| 9  | Горњи Вијачани      | 1074     | 621      |
| 10 | Горњи Гаљиповци     | 339      | 250      |
| 11 | Горњи Палачковци    | 1235     | 821      |
| 12 | Горњи Смртићи       | 1443     | 1084     |
| 13 | Горњи Штрпци        | 1356     | 1157     |
| 14 | Грабик Илова        | 839      | 530      |
| 15 | Гусак               | 237      | 179      |
| 16 | Долине              | 193      | 167      |
| 17 | Доња Илова          | 817      | 511      |
| 18 | Доњи Вијачани       | 1700     | 1195     |
| 19 | Доњи Гаљиповци      | 426      | 433      |
| 20 | Доњи Палачковци     | 568      | 359      |
| 21 | Доњи Смртићи        | 672      | 452      |
| 22 | Доњи Штрпци         | 1516     | 1061     |
| 23 | Дренова             | 864      | 446      |
| 24 | Јадовица            | 93       | 63       |
| 25 | Јасик               | 227      | 282      |
| 26 | Караћ               | 96       | 111      |
| 27 | Кокори              | 606      | 358      |
| 28 | Коњуховци           | 1451     | 1029     |
| 29 | Кремна              | 1155     | 847      |
| 30 | Кулаши              | 1234     | 477      |
| 31 | Лишња               | 1847     | 891      |
| 32 | Лужани              | 179      | 209      |
| 33 | Маћино Брдо         | 170      | 231      |
| 34 | Мравица             | 548      | 288      |
| 35 | Мрачај              | 219      | 135      |
| 36 | Мујинци             | 260      | 181      |
| 37 | Насеобина Бабановци | 506      | 673      |
| 38 | Насеобина Лишња     | 477      | 277      |
| 39 | Насеобина Хрваћани  | 140      | 73       |
| 40 | Ново Село           | 168      | 88       |
| 41 | Околица             | 529      | 824      |
| 42 | Орашје              | 363      | 169      |
| 43 | Отпочиваљка         | 229      | 124      |
| 44 | Парамије            | 289      | 175      |
| 45 | Печенег Илова       | 1287     | 841      |
| 46 | Поповићи            | 951      | 548      |
| 47 | Поточани            | 597      | 842      |
| 48 | Прњавор             | 8104     | 7651     |
| 49 | Просјек             | 476      | 302      |
| 50 | Пураћи              | 426      | 269      |
| 51 | Ралутинац           | 94       | 48       |
| 52 | Ратковац            | 349      | 598      |
| 53 | Скакавци            | 365      | 227      |
| 54 | Срповци             | 305      | 161      |
| 55 | Хрваћани            | 670      | 405      |
| 56 | Црквена             | 721      | 468      |
| 57 | Чивчије             | 374      | 228      |
| 58 | Чорле               | 632      | 395      |
| 59 | Шаринци             | 862      | 510      |
| 60 | Шерег Илова         | 449      | 306      |
| 61 | Шибовска            | 249      | 232      |
| 62 | Штивор              | 402      | 119      |

## Познате личности
- Вељко Миланковић
- Рада Врањешевић
- Цвјетко Поповић
- Вид Њежић
- Марко Тодоровић
- Синиша Гатарић
- Дарко Томаш
- Златан Клокић
- Драго Калабић
- Драган Мектић
- Немања Васић
- Миладин Станић
- Невен Суботић